# 35 (číslo)
Třicet pět je přirozené číslo. Následuje po číslu třicet čtyři a předchází číslu třicet šest. Řadová číslovka je třicátý pátý nebo pětatřicátý. Římskými číslicemi se zapisuje XXXV.

## Matematika
Třicet pět je:
- součet prvních pěti trojúhelníkových čísel
- pětiúhelníkové číslo

## Chemie
- 35 je atomové číslo bromu
- nonan má 35 strukturálních izomerů

## Ostatní
- 35 let manželství je korálová svatba
- minimální věk, kdy muž mohl být konzulem ve starověkém Římě
- minimální věk kandidátů na pozice prezident Spojených států amerických, prezident Irska a prezident Polska
- XXXV je název alba anglické folk-rockové hudební skupiny Fairport Convention
- 35. pěší pluk všeobecně známý jako pětatřicátníci

## Roky
- 35
- 35 př. n. l.
- 1935